# دوريس مابل كوكران
دوريس مابل كوكران (بالإنجليزية: Doris Mable Cochran)‏ عالمة أمريكية اختصت بدراسة علم الأحياء، واشتهرت بأبحاثها عن الزواحف والبرمائيات وخصوصا الضفادع.

## حياتها
ولدت كوكران في شمال جيرارد، بنسلفانيا، وترعرعت في العاصمة الأمريكية واشنطن التي انتقل والدها إليها لتلقيه وظيفة حكومية هناك.
عملت خلال دراستها الجامعية التي امتدت بين عامي 1920 و1921 (والتي حصلت خلالهما على درجتي البكالوريوس والماجستير) في وزارة الحرب الأمريكية وأصبحت مسؤولة قسم في المتحف الوطني للولايات المتحدة. على الرغم من كون المتحف تحت رعاية عالم الأحياء ليونهارد ستجنجر، كانت كوكران هي المسؤولة عن إدارة المجموعات البرمائية الموجودة فيه وترقّت عام 1927 لتصبح مساعدة أمين المتحف، ثم أصبحت أمينة مشاركة في عام 1942 وذلك قبل عام من وفاة ستجنجر.
حصلت على شهادة الدكتوراه من جامعة ميريلاند في عام 1933 بعد كتابتها أطروحة عن الهيكل العضلي عند السلطعون الأزرق. أصبحت أول امرأة تعمل كأمينة للمتحف الوطني الأمريكي منذ عام 1956 وحتى استقالتها في ذكرى مولدها ال 70 عام 1968.
بعد إكمالها للدراسة في مدرسة كوكران للفنون والتصميم وتطوير مهاراتها كرسامة، أصبحت كوكران رسامة ماهرة تستخدم الرسم في عملها وتعلمه لأقرانها في الجامعة.
تمحور بحث كوكران بشكل رئيسي حول الحياة البرمائية الموجودة في الهند الغربية وأمريكا الجنوبية وعلى وجه الخصوص في جمهورية هايتي
نشرت كوكران 90 ورقة في تصنيف الأحياء بين عامي 1922 و1968 (أي بعد أربعة أيام من تقاعدها)، ذكرت فيهم 8 أجناس حيوانية جديدة و125 نوعًا ونويعًا أحيائيًا، بالإضافة إلى كتيبات للحرب تفيد الجنود في تمييز الزواحف السامة من غيرها.
وضعت كوكران ثمرة دراستها للحياة البرمائية لمدة 20 عامًا في الهند الغربية ضمن كتاب أسمته «الحياة البرمائية في هيسبانيولا» عام 1941. كما زارت هايتي مرتين، واحدة عام 1953 والأخرى بين عامي 1962 و1963 وعملت هناك مع عالم الحشرات البرازيلي أدولفو لوتز وابنته بيرثا.
اسم أشهر كتاب لها هو «الحياة البرمائية في العالم» والذي نُشر عام 1961. حصلت كوكران عند زيارتها للبرازيل على منحة عبارة عن 3000 ضفدع برازيلي مقدمة من عالم الحشرات أدولفو لوتز، وكتبت عن الضفادع الجنوب أمريكية في كتابها «الضفادع في شرق جنوب البرازيل» عام 1954 و«ضفادع كولومبيا» الذي نشر عام 1970 بعد وفاتها. 

## إنجازاتها
كانت كوكران ثاني شخص يُنتخب عضوًا عاملًا في الجمعية الأمريكية لعلم الأسماك والبرمائيات عام 1962 وشغلت فيها منصب السكرتيرة الأولى. سُمّيت على الأقل ستة زواحف باسم دوريس كوكران، أربعة من تلك الأسماء لا تزال صالحة ومتداولة وهي: أرستيليجر كوكران الكبير Aristelliger cochranae GRANT عام 1931 وجيلانيسوروس كوكران Gelanesaurus cochranae عام 1931 وفاروداكتيلوس كوكران Sphaerodactylus cochranae عام 1946 وغونغيلوسوما باليوديروس كوكران عام 1962.

## أعمالها المنشورة
- 1930: الفقاريات ذوات الدم البارد (نيويورك: معهد سميثسونيان).
- 1934: الحياة البرمائية في الهند الغربية، صدر عن الدكتور بول بارتش تحت رعاية منحة راثبون باكون.
- 1935: الهيكل العضلي عند السلطعون الأزرق.
- 1941: الحياة البرمائية في هيسبانيولا.
- 1954: الضفادع في شرق جنوب البرازيل.
- 1961: الحياة البرمائية في العالم.
- 1961: أنواع عينات الزواحف والبرمائيات الموجودة في المتحف الوطني الأمريكي.
- 1970: ضفادع كولومبيا.
- 1970: كتاب الحقل الجديد حول الزواحف والبرمائيات؛ أكثر من 200 صورة ورسمة بيانية (بالتعاون مع عالم البرمائيات كولمان جوين).